# La Puebla de Albortón
La Puebla de Albortón (auch einfach: Puebla de Albortón) ist eine nordspanische Gemeinde (municipio) mit 136 Einwohnern (Stand: 2024) in der Provinz Saragossa in der Autonomen Gemeinschaft Aragón. 

## Lage
La Puebla de Albortón liegt etwa 35 Kilometer (Fahrtstrecke) südlich von Saragossa in einer Höhe von 485 m. 

## Bevölkerungsentwicklung
| Jahr      | 1960 | 1970 | 1981 | 1991 | 2001 | 2011 | 2021 |
| Einwohner | 351  | 228  | 196  | 155  | 146  | 120  | 125  |

## Sehenswürdigkeiten
- Kirche Mariä Himmelfahrt (Iglesia de Nuestra Señora de la Asunción)
- Rathaus

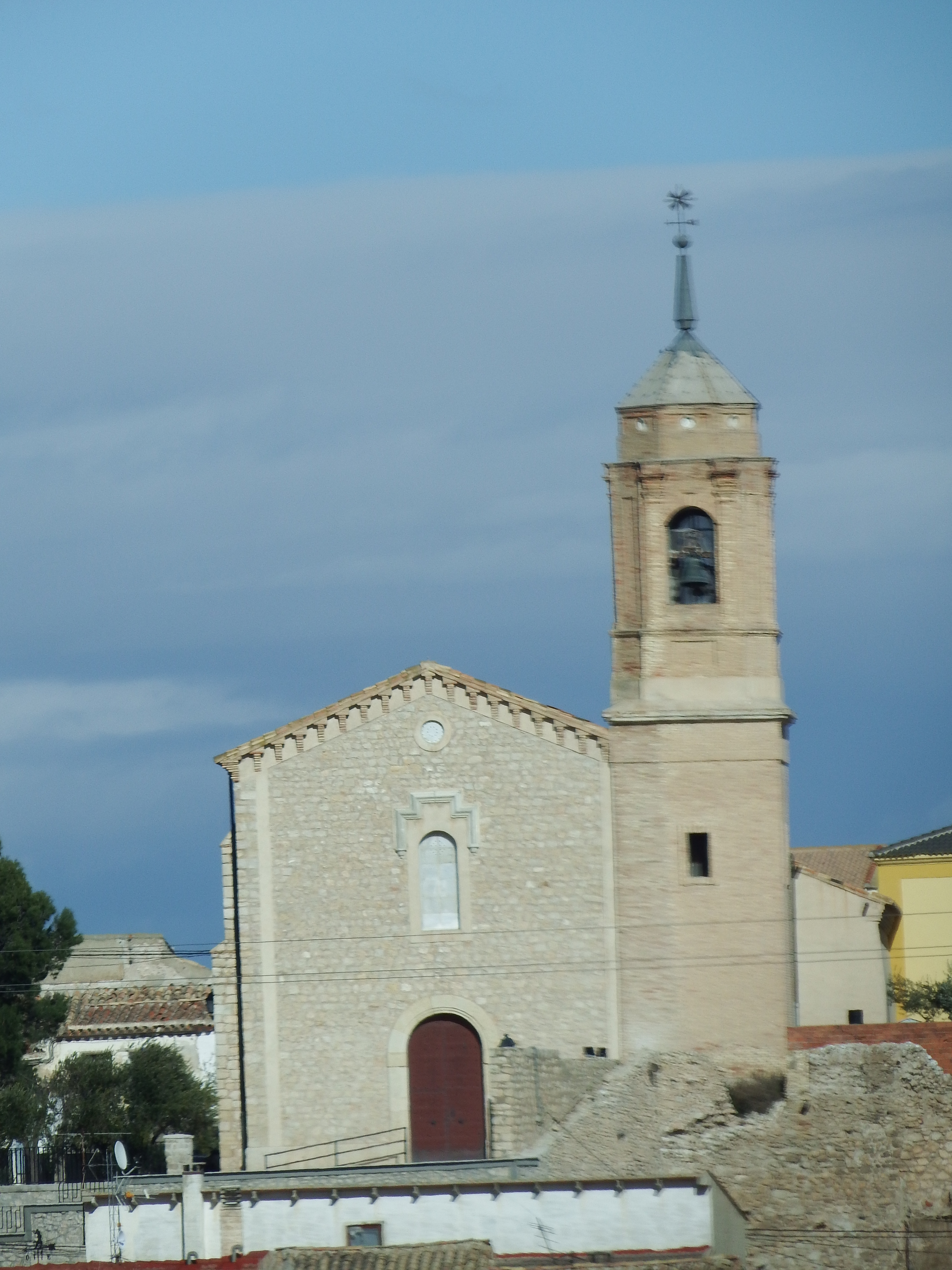
Kirche
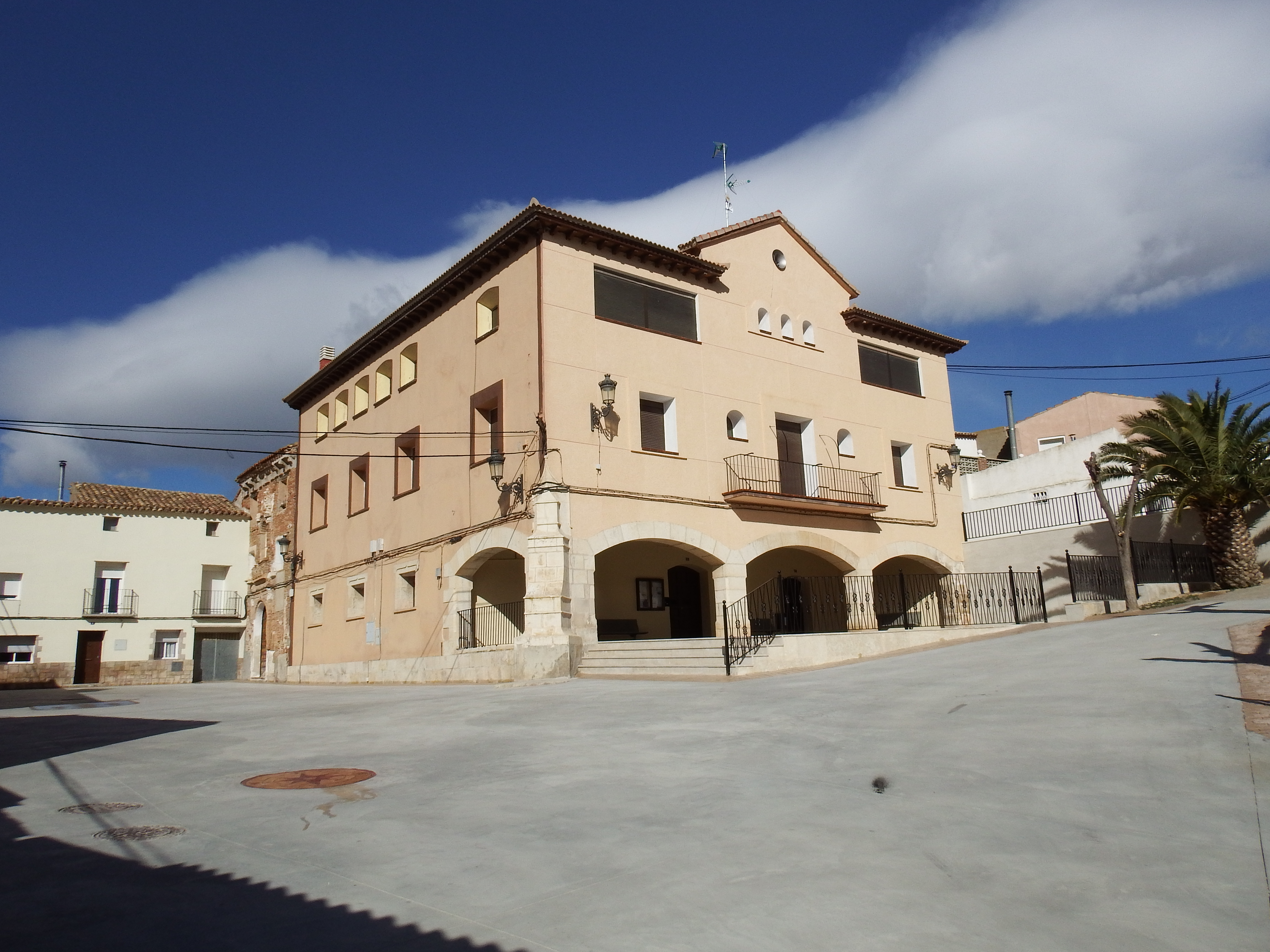
Rathaus